# العلاقات البليزية البيلاروسية
العلاقات البليزية البيلاروسية هي العلاقات الثنائية التي تجمع بين بليز وروسيا البيضاء.

## مقارنة بين البلدين
هذه مقارنة عامة ومرجعية للدولتين:
| وجه المقارنة                                              | بليز         | روسيا البيضاء                    |
| --------------------------------------------------------- | ------------ | -------------------------------- |
| المساحة (كم2)                                             | 22.97 ألف    | 207.60 ألف                       |
| عدد السكان (نسمة)                                         | 374.68 ألف   | 9.50 مليون                       |
| الكثافة السكانية (ن./كم²)                                 | 16.31        | 45.76                            |
| العاصمة                                                   | بلموبان      | مينسك                            |
| اللغة الرسمية                                             | لغة إنجليزية | اللغة البيلاروسية، اللغة الروسية |
| العملة                                                    | دولار بليزي  | روبل بلاروسي                     |
| الناتج المحلي الإجمالي (بليون دولار)                      | 1.84 مليار   | 54.44 مليار                      |
| الناتج المحلي الإجمالي (تعادل القوة الشرائية) بليون دولار | 3.05 مليار   | 168.35 مليار                     |
| الناتج المحلي الإجمالي الاسمي للفرد دولار أمريكي          | 4.88 ألف     | 5.74 ألف                         |
| الناتج المحلي الإجمالي للفرد دولار أمريكي                 | 8.42 ألف     | 18.18 ألف                        |
| مؤشر التنمية البشرية                                      | 0.715        | 0.798                            |
| رمز المكالمات الدولي                                      | +501         | +375                             |
| رمز الإنترنت                                              | .bz          | .by، .бел                        |
| المنطقة الزمنية                                           | 00           | ت ع م+03:00                      |

## منظمات دولية مشتركة
يشترك البلدان في عضوية مجموعة من المنظمات الدولية، منها:
| علم المنظمة | اسم المنظمة                        | تاريخ انضمام بليز | تاريخ انضمام روسيا البيضاء |
| ----------- | ---------------------------------- | ----------------- | -------------------------- |
|             | الأمم المتحدة                      | 25 سبتمبر 1981    | 24 أكتوبر 1945             |
|             | منظمة الشرطة الجنائية الدولية      | ?                 | ?                          |
|             | الاتحاد الدولي للاتصالات           | 16 ديسمبر 1981    | 7 مايو 1947                |
|             | البنك الدولي للإنشاء والتعمير      | 19 مارس 1982      | 10 يوليو 1992              |
|             | الاتحاد البريدي العالمي            | ?                 | ?                          |
|             | منظمة حظر الأسلحة الكيميائية       | ?                 | ?                          |
|             | مؤسسة التمويل الدولية              | 19 مارس 1982      | 2 نوفمبر 1992              |
|             | وكالة ضمان الاستثمار متعدد الأطراف | 29 يونيو 1992     | 3 ديسمبر 1992              |
|             | يونسكو                             | 10 مايو 1982      | 12 مايو 1954               |

## وصلات خارجية
- موقع وزارة الخارجية البليزية
- موقع وزارة الخارجية البيلاروسية